# Шаханчериехабль
Шаханчериеха́бль (адыг. Шъхьанчэрыехьабл) — исчезнувший (упразднённый) аул в Теучежском районе Республики Адыгея. Ныне затоплен водами Краснодарского водохранилища.

## География
Аул располагался в северной части Теучежского района, на левом берегу реки Псекупс. Находился в 10 км к северо-западу от районного центра — Понежукай и в 28 км к юго-востоку от города Краснодар.
Граничил с землями населённых пунктов: Лакшукай на северо-западе, Старый Казанукай и Новый Казанукай на севере, Шундук на востоке, Понежукай на юго-востоке, Нововочепший и Пчегатлукай на юге и Гатлукай на юго-западе. 

## История
Точная дата основания аула неизвестна. Исторически относился к черченеевским (один из бжедугских подразделений) аулам.
В 1852 году существовало два аула Шаханчериехабль. В Шаханчериехабль I было учтено 184 взрослых мужчин, а в Шаханчериехабль II — 52 взрослого мужского населения. Аулами управлял бжедугский тлекотлеш (дворянин, помещик) — Абадзежий Шаханчериок.
В последующем оба аула были объединены в один населённый пункт.
В 1967 году было принято решение о строительстве Краснодарского водохранилища. Тогда же было начато постепенное выселение местного населения из аула, которое закончилось в 1973 году. 
В 1973 году аул был упразднён и затоплен. Большая часть жителей аула было переселено в новообразованный город Адыгейск. 
Ныне у впадения реки Псекупс в Краснодарское водохранилище (севернее аула Пчегатукай), расположено урочище Шаханчериехабль, являющаяся южной окраиной бывшего аула, которая осталась не затопленной. 

## Топографические карты
- Лист карты E-3-7-Б.